# Kenta Maeda
Kenta Maeda (前田 健太 Maeda Kenta?) (11 de abril de 1988, Osaka, Japón), es un lanzador de béisbol que actualmente juega para los Minnesota Twins de las Grandes Ligas.